# Minaurs
Minaurs je počítačová hra, kterou v roce 2015 vydalo české studio IIIDA Interactive.

## Hratelnost
Hra je považována za adventuru. Hráč musí pomoci Minaurovi putujícímu vesmírem po různých planetách. Cílem je, aby Minaur na každé planetě našel a zachránil své kamarády. Přitom je třeba dát pozor aby Minaur nepadl do pasti, či nezahynul. Cestou může posbírat různé poklady či předměty.

## Příběh
Hra vypráví o národu Minaurů. Ti byli z většiny uneseni na různé planety. Hlavní hrdina je jedním z posledních svobodných Minaurů a vydává se na dobrodružnou cestu osvobodit ostatní Minaury.